# Maurizio Arrivabene
Maurizio Arrivabene, né le 7 mars 1957  à Brescia, est le directeur de la gestion sportive de la Scuderia Ferrari du 24 novembre 2014 au 7 janvier 2019, date où Mattia Binotto le remplace. Il est également membre du conseil administratif de la Juventus Turin FC.

## Biographie
Après des études techniques, Maurizio Arrivabene étudie l'architecture à la faculté de Venise mais n'obtient pas le diplôme.
Après diverses expériences en Italie et à l'étranger dans le cadre de promotions il est présent depuis les années 1990 dans le monde de la Formule 1, en tant que responsable du sponsoring de Philip Morris, proche de Ferrari en raison de la présence d'un des produits phares du cigarettier américain sur le capot des voitures rouges jusqu'à l'interdiction totale de l'affichage des marques de tabac.
Sergio Marchionne, le président de Ferrari, déclare au moment de la nomination d'Arrivabene (membre de la commission F1 depuis 2010 en tant que représentant des sponsors) après seulement sept mois d'exercice pour Mattiacci : « Nous avons décidé de nommer Maurizio Arrivabene car, en cette période historique pour la Scuderia et pour la Formule 1, nous n'avons pas uniquement besoin d’une personne ayant une connaissance approfondie de Ferrari mais aussi des mécanismes de gouvernance du sport. »
Sa première saison en tant que responsable de l'écurie de Maranello, avec Sebastian Vettel et Kimi Räikkönen comme pilotes, se traduit par une nette remontée par rapport à un exercice 2014 raté. Vettel remporte trois victoires et est le seul pilote à battre les Mercedes, accumulant par ailleurs treize podiums pour finir à la troisième place du championnat, tandis que son coéquipier termine quatorze fois dans les points et finit quatrième du classement. Ces résultats permettent à Ferrari de terminer la saison comme deuxième force du plateau. Maurizio Arrivabene avait dit viser deux victoires, promettant « d'aller courir tout nu sur les collines de Maranello » si la Scuderia en remportait une troisième. Ce qui se produit avec Vettel à Singapour le 20 septembre, mais Arrivabene se rétracte.
Après deux saisons (2017 et  2018) où la Scuderia et Vettel finissent par perdre leur duel face à Mercedes Grand Prix et à Lewis Hamilton, Maurizio Arrivabene est débarqué de son poste. Le 7 janvier 2019, Ferrari, désormais présidée par John Elkann après le décès de Sergio Marchionne, annonce que Mattia Binotto, jusque là directeur technique, prend sa place en tant que Team Principal de l'écurie de Maranello.
Il est également membre du conseil d'administration de la Juventus Football Club depuis 2012.

## Vie privée
Arrivabene et Ulrika Eriksson ont été mariés de 1990 à 1995. Leur fille est née en 1990. En mai 2021, Arrivabene se remarie à Stefania Bocchi.

## Autre
- 1987 : sixième du rallye Dakar en tant que copilote de son compatriote Klaus Seppi sur Mercedes 280 GE[8],[9].